# David Elazar
David Elazar (Sarajevo, 27 agosto 1925 – Gerusalemme, 15 aprile 1976) è stato un generale jugoslavo naturalizzato israeliano, nono capo di stato maggiore delle Forze di difesa di Israele, in servizio in tale qualità nel periodo 1972-1974. Fu costretto a dimettersi in seguito alla guerra dello Yom Kippur.

## Biografia
Nato a Sarajevo da una famiglia ebraica sefardita, emigrò in Palestina nel 1940, e si stabilì nel kibbutz Ein Shemer.
Combatté in molte importanti battaglie durante la guerra di indipendenza di Israele, tra cui la battaglia del monastero di San Simone a Gerusalemme. Come soldato, avanzò nei ranghi, fino a diventare comandante del Battaglione HaPortzim della Brigata Harel.
Elazar rimase nell'esercito dopo la guerra, quando, nel 1956 si trasferì nei corpi corazzati in seguito alla campagna del Sinai.
Prestò servizio come vice comandante del corpo, diventando comandante del corpo corazzato nel 1961. Rimase in questa posizione fino al 1964, quando fu nominato capo del Comando settentrionale dove ha prestato servizio durante la guerra dei sei giorni del 1967. Fu capo di Stato Maggiore dal 1972 al 1974, ai tempi delle guerre dei Sei Giorni (1967) e del Kippur (1973).
I primi mesi del suo mandato li spese nella lotta al terrorismo.

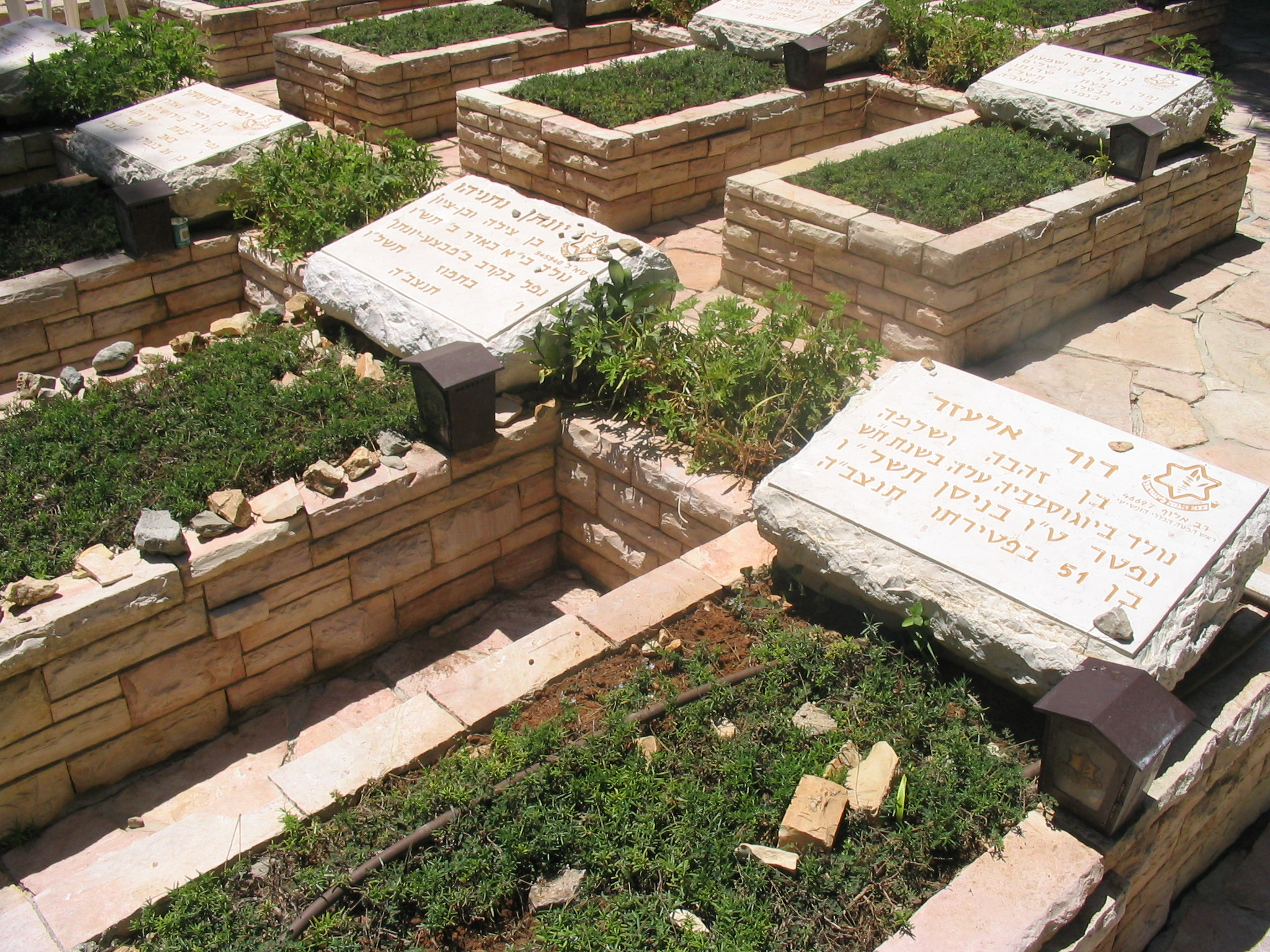
la tomba di David Elazar

David Elazar morì il 15 aprile 1976